# Dette étudiante
La dette étudiante, ou endettement étudiant désigne, à l'échelle d'un pays, la dette qui a été contractée par les anciens étudiants lors de leurs études, particulièrement supérieures. Elle a souvent la forme d'un prêt étudiant, mais d'autres types de prêts existent.
Alors que l'éducation peut être vue comme un bien commun à assurer par un service public, celle ci fait face à une tendance à la privatisation des financements qui entraine l'augmentation des frais de scolarité pour les étudiants. Pour y faire face, dans les pays ne faisant pas profiter d'allocation d'autonomie, les étudiants, ne pouvant bénéficier d'un soutien familial, sont contraints de rechercher un travail ou un prêt, ou les deux pour entreprendre des études supérieures.
A l'initiative de la Banque mondiale, puis de l'OCDE, et de l'UNESCO, cette approche est étendue aux pays en développement sous justification « à rendement social, financement public, à rendement individuel financement privé », limitant le financement public au primaire et secondaire.
Étant donné les difficultés de remboursement et le fait que les prêts soient souvent garantis par l'État, certains pays comme le Royaume-Uni ou les États-Unis connaissent un problème économique et politique lié à cette dette. En août 2022 aux États-Unis le président Joe Biden annonce un effacement partiel de la dette étudiante mais est bloqué par la cour suprême demandant une approbation du congrès pour un engagement financier de cet ordre.

## Par pays
Le recours aux prêts étudiants se généralise dans la plupart des pays occidentaux. La marchandisation de l’éducation a des conséquences néfastes avant même l'entrée sur le marché du travail. Les étudiants font face à un endettement personnel parfois massif. Cela peut les inciter à se diriger vers les postes les plus rémunérateurs afin de rembourser au plus vite leur crédit.

### Canada

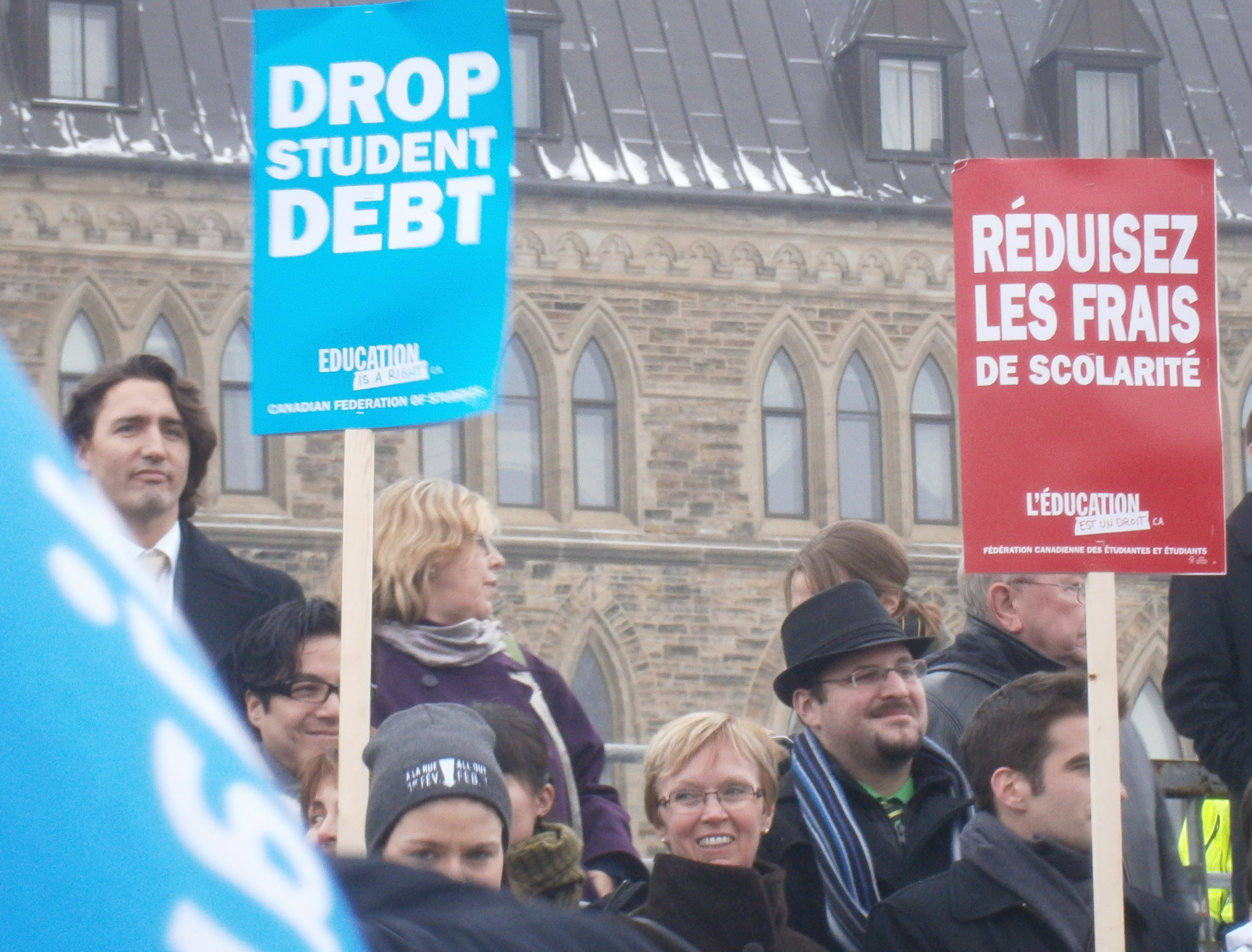
Justin Trudeau lors d'une manifestation contre la hausse des frais de scolarité en 2012.

En septembre 2012, la dette moyenne d'un diplômé de l'université, est de 28 000 $CA, et la dette est remboursée en environ 14 ans, avec un premier salaire moyen de 39 523 $CA. Le Canada a accumulé plus de 15 milliards de dollars de dette étudiante, alors que les frais de scolarité augmentent de 4,3 % en 2011-2012 par rapport à l'année scolaire précédente. Le Québec dispose d'une aide financière aux études afin d'aider les étudiants. Ces programmes gouvernementaux se nomment l’Aide financière aux études (AFE) et le programme de Prêts et bourse. Ces prêts étudiants ne sont pas seulement destinés à financer les frais de scolarité, ils contribuent également à l’achat du matériel scolaire nécessaire. Ces subventions servent à soutenir les dépenses quotidiennes telles que le loyer, les frais de transports, d’alimentations, etc. Les emprunts d’argent peuvent s’acquérir auprès de sources de crédit privé comme les institutions bancaires québécoises ou la famille.  Ces subventions privées sont des prêts prédéfinis valides le temps des études. Ces deux sources de financement présentes des conditions de remboursement et d’emprunt qui s’opèrent différemment.Selon un sondage de septembre 2017, 62 % des anciens étudiants ayant la trentaine n'ont pas encore fini de payer leurs études.Selon les données de Statistiques Canada, les frais de scolarité moyens pour un diplôme de premier cycle sont de 5 959 $CA pour l'année 2014-2015.Selon le rapport de statistique Canada, les dettes d’études ont connu une hausse pour les années 2000 à 2015.
Les études portant sur l’endettement étudiant au Québec démontrent que certains facteurs sociaux ont une influence sur l’accroissement de cet enjeu. Cette documentation mentionne l’influence du régime politique et économique du néolibéralisme. Cette structure politique engendre le retrait de l’État dans le système éducatif en favorisant une privatisation des frais d’éducation. Ce régime néolibéral augmente également les inégalités de consommations. Les étudiants moins fortunés doivent utiliser le crédit et prendre des risques financiers pour financer leurs études. Les sociologues démontrent que ces disparités se manifestent entre autres dans les programmes gouvernementaux. Par exemple, L’AFE exclut les revenus parentaux modestes, considérés trop haut pour nécessiter une aide de l’État. La financiarisation de l’économie permet aux institutions bancaires d’offrir une variété de produits de crédits stratégiques. Les entreprises bancaires profitent des intérêts sur les prêts étudiants comme source de profit économique. Selon une enquête du ministère de l’Enseignement supérieur, 46 % des étudiants endettés avec L’AFE se considèrent peu ou pas assez informé des modalités de remboursement de leurs prêts. Les données statistiques démontrent un manque de connaissances financières des jeunes liées à l’usage du crédit. Cette mauvaise gestion augmente les risques d’endettement étudiant.
En 2015, les chiffres par province donnaient un endettement moyen par tête après un baccalauréat de 35 200 $CA en Nouveau-Brunswick, 30 400 $CA en Nouvelle-Écosse, 27 300 $CA en Terre-Neuve-et-Labrador, 27 000 $CA sur l'île-du-Prince-Édouard, 19 600 $CA au Manitoba et en Saskatchewan, 11 900 $CA au Québec.

### Chili
Au Chili, environ 500 000 anciens étudiants sont débiteur d'un prêt garanti par l'État (en espagnol : Crédito con Aval del Estado, abrégé CAE), pour un montant total de 2,5 milliards de dollars. Dans le système éducatif chilien, l'État ne paye qu'un quart des études, les trois quarts restants étant à la charge des étudiants. 70 % des étudiants ont recours à un prêt, les universités privées demandant 300 à 1200 dollars par an de droits de scolarité. Les frais de scolarité et les prêts étudiants ont été la cause principale du mouvement étudiant chilien de 2011.

### États-Unis

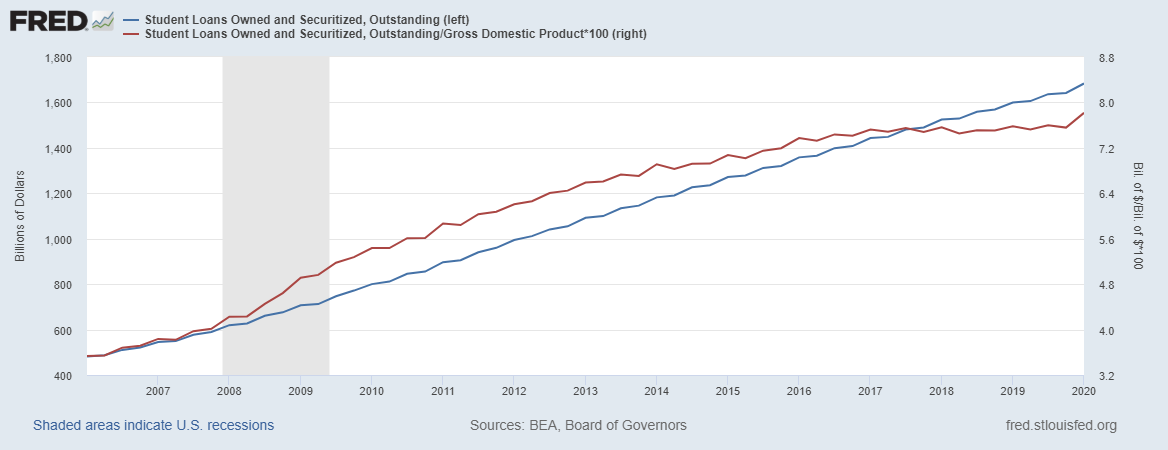
Augmentation de la dette étudiante de 2006 à 2016. En bleu la dette en dollars, en rouge la dette par rapport au PIB.

#### Historique
Les premiers prêts étudiants sont accordés en 1840 aux étudiants d'Harvard. C'est en 1958 que le premier système de prêt fédéral est mis en place.
Des études montrent que les emprunteurs du début des années 1990 ont réussi à rembourser leurs emprunts sans trop de difficultés. De 2005 à 2012 le montant de cette dette est passé de 17 233 $ à 27 253 $ aux États-Unis. Pendant cette même période, la dette du crédit à la consommation et des emprunts destinés à l'achat d'une automobile ont diminué. Selon Student Debt Crisis, en trois décennies le coût d'un diplôme a augmenté de plus de 1000 %.
Les universités publiques ont augmenté leurs frais de scolarité de 27 % de 2007 à 2012, soit 20 % après ajustement de l'inflation. Les étudiants payent en moyenne 8 400 $ de frais de scolarité, avec certains étudiants payant jusqu'à 9 000 $. De 1992 à 2012, les frais de scolarité ont augmenté de 1,6 % de plus que l'inflation chaque année. Le financement public par étudiant a diminué de 27 % de 2007 à 2012. Le nombre d'étudiants inscrits à l'université est passé de 15,2 millions en 1999 à 20,4 millions en 2011, mais a diminué de 2 % en 2012,,. Par exemple, l'université de Pittsburgh a vu une augmentation de 3,9 % de ses frais de scolarité sur l'année 2014-2015.

#### Situation critique des années 2010

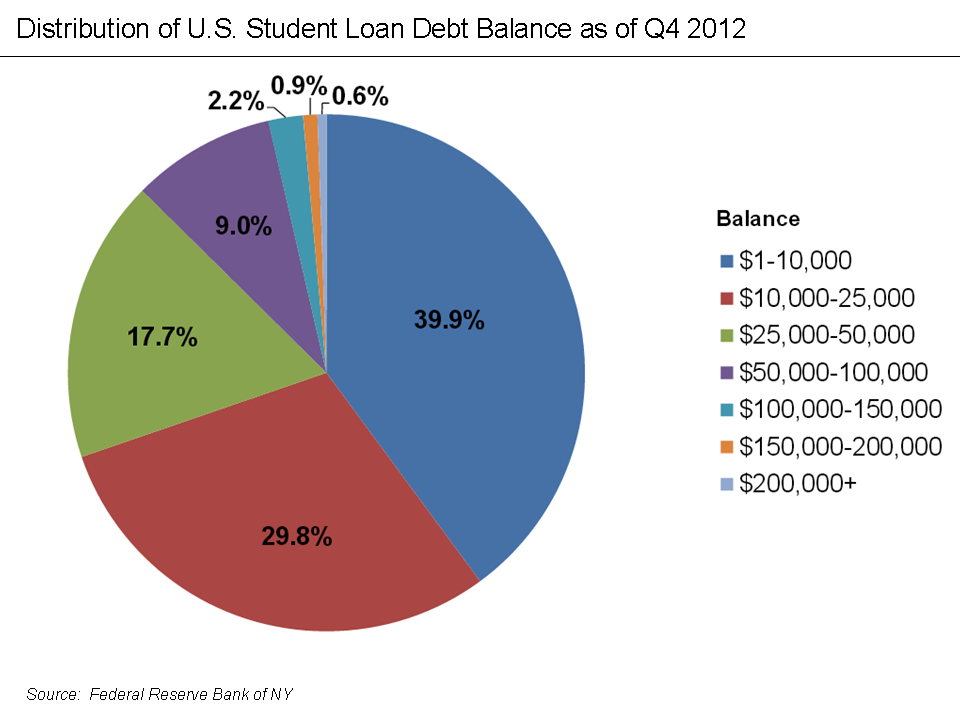
Répartition de la dette étudiante aux États-Unis par tranche de revenus.

The Economist constate en juin 2014 que la dette étudiante américaine dépasse les 1,2 T$ (1 200 milliards de dollars), et que 7 millions de débiteurs sont en défaut de payement. Il y avait 44 millions de débiteurs, pour une moyenne de 37 172 $ par personne.
Au début de l'année 2018, le montant frôle les 1,5 T$, porté par 44 millions d'emprunteurs. Les personnes diplômées en 2016 ont en moyenne une dette de 37 172 $ par tête. La barre symbolique des 1500 milliards de dollars (1,5 T$) est dépassée au second semestre 2018. L'endettement étudiant représente alors 11 % de l'endettement des ménages, derrière le crédit immobilier mais devant le crédit automobile.
Il y avait environ 37 millions de personnes ayant des prêts étudiants non remboursés en 2013. Selon la Réserve fédérale des États-Unis, l'encours de la dette étudiante aux États-unis se situe entre 902 G$ et 1 T$. Pour le 1er trimestre 2012, l'étudiant moyen porte une dette de 24 301 $. près d'un quart des emprunteurs doivent plus de 28 000 $ ; 10 % des emprunteurs doivent plus de 54 000 $, 3 % une somme supérieure à 100 000 $; moins de 1 % (167 000 personnes) doivent plus de 200 000 $. En 2010, pour la première fois, la dette étudiante a dépassé celle des cartes de crédit (de type crédit à la consommation), et en 2011, la dette étudiante a dépassé les prêts automobiles (les deux étant en la baisse). Selon Mark Kantrowitz, de FinAid.org, la dette étudiante augmente de 3 000 $ par seconde. Selon un rapport de The Institute for College Access and Success,  la dette moyenne des diplômés en 2013 dépasse 30 000 $ dans 6 États, et est inférieure à 20 000 $ dans un seul. Les données de la Réserve fédérale pour le quatrième trimestre 2014 ont trouvé qu'un prêt étudiant sur 9 n'est pas remboursé. En 2015, plus de la moitié des remboursements sont décalés, en retard de payement, ou en défaut. Le problème de la dette étudiante augmente les inégalités de richesse.
Selon une étude publiée en 2018, si les tendances sont les mêmes pour les diplômés de 1996 et 2004, jusqu'à 40% des étudiants pourraient faire défaut sur leur dette d'ici à 2023. Cette étude remarque également que les études « for-profit » des universités à but lucratif marquaient un taux de défaut de la dette beaucoup plus élevé. par ailleurs, les étudiants blancs ou asiatiques font moins défaut sur leur dette que les étudiants hispaniques ou noirs, le ratio allant de 3 à 5.
Les emprunteurs qui ont suivi des formations courtes dans des collèges communautaires ou des institutions à but lucratif bénéficient d'un salaire de 22 000 $, plus faible, et ont le plus de difficulté à rembourser leurs prêts étudiants.
Les femmes sont débitrices de près des deux tiers de cette dette. Parmi les raisons qui expliquent cette différence, le fait que les parents ont plus tendance à aider leurs garçons que leurs filles, un nombre plus élevé de femmes va à l'université (56 % pour les colleges), et les inégalités de revenus ne leur permettent de rembourser que plus tardivement leurs crédits.
En 2019, quelque 45 millions d’Américains cumulaient une dette de 1 600 milliards de dollars contractée pour payer leurs études supérieures. Ce montant a été multiplié par presque 3 en l’espace de 12 ans. Une fois diplômé, chaque emprunteur doit en moyenne 32 000 dollars.

#### Positions politiques
Bernie Sanders propose que les universités soient gratuites pour tous les étudiants, lors des primaires démocrates pour l'élection présidentielle américaine de 2016. Sa rivale Hillary Clinton propose que cette gratuité ne soit effective que pour les revenus les plus faibles,. Donald Trump, candidat républicain, a proposé de forcer les universités les plus riches à baisser les frais de scolarité.
Les partis républicain et démocrate s'accordent à dire que le coût des études supérieures est trop élevé. Là où le parti républicain propose de passer de prêts proposés ou assurés par le gouvernement fédéral à plus de prêts privés, le parti démocrate souhaite la gratuité pour les familles à bas revenus, une baisse des taux d'intérêt et plus de protection des emprunteurs.
Pour une opinion proche des idées du conservatisme fiscal, alors que les frais d'inscription dans les universités sont en hausse, le nombre de diplômés dans de nombreux domaines dépasse la demande, ce qui provoque une inflation des diplômes, et est mauvais pour l'emploi et le remboursement de la dette, laquelle est in fine supportée les contribuables,,.
Si le Parti libertarien est divisé sur la question, pour Gary Johnson le gouvernement devrait cesser d'encourager les prêts étudiants, afin de diminuer les frais de scolarité et le nombre d'étudiants.
Joe Biden, durant la campagne électorale présidentielle de 2019, propose  d’effacer la dette des diplômés issus de familles aux revenus modestes et des classes moyennes. Il prendrait en charge aussi, 10 000 dollars par an de la dette des personnes travaillant dans certains métiers de service, comme l’enseignement

#### Conséquences économiques
Pour des économistes comme Joseph E. Stiglitz, la dette étudiante américaine pourrait constituer une bulle à la source d'une nouvelle crise économique.

« Le pays a un problème de prêts non remboursables. Nous avons laissé des millions de jeunes gens accablés de dettes d'études qui dépassent leurs capacités de paiement : elles pèsent dans les 1 500 milliards de dollars. elles leur gachent la vie, les forcent à tout remettre à plus tard( se marier, acheter une maison, ou même accepter l'emploi qu'ils aimeraient) »

.
Les nouveaux diplômés endettés renoncent à consommer, ce qui a des conséquences économiques néfastes. Les jeunes sont de moins en moins nombreux à posséder leur résidence principale : de 42 % en 2003 à 35 % en 2017, freinés par une dette étudiante qui ne leur permet pas d'emprunter pour cet achat.

#### Effacement partiel de la dette étudiante
En août 2022, en lien avec une de ses promesses de campagne, le président Joe Biden annonce l'effacement d'une partie de la dette étudiante : 10 000 $ pour les personnes qui gagnent moins de 125 000 $ par an, et 10 000 $ supplémentaires pour les titulaires de bourses. Cette mesure effacerait la dette étudiante fédérale d’environ 20 millions de personnes. Près d’un tiers des emprunteurs doivent moins de 10 000 dollars et environ la moitié doivent moins de 20 000 dollars.
En juin 2023, la Cour suprême américaine bloque l'annulation d'une partie de la dette étudiante fédérale. L'estimation du coût global est de plus de 400 milliards de dollars. La cour suprême a décidé que cette somme était beaucoup trop importante pour pouvoir se passer de l’approbation du Congrès,.

#### Reprise des recouvrements
L’administration Trump annonce qu’elle reprend le recouvrement des dettes étudiantes impayées dès mai 2025. Selon le département de l’éducation, cette mesure concerne plus de 5 millions de personnes qui se trouvent en défaut de paiement. Près de 42,7 millions de personnes doivent actuellement 1 600 milliards de dollars à l’administration américaine au titre de prêts étudiants.

### France
En 2013, la dette étudiante s'élevait à 3 milliards d'euros, et 12,5 % des étudiants avaient recours à un emprunt pour financer leurs études. De 2006 à 2012, les frais de scolarité ont augmenté de 50 % dans les écoles de commerce. Ce nombre augmente beaucoup, alors que le coût de la vie est une des raisons principales de l'endettement.

### Pays-Bas
On estime en 2017 que 23 000 anciens étudiants sont endettés, avec une valeur de la dette étudiante de 80 millions d'euros. En 2020, le Bureau des Statistiques des Pays-Bas estime que l'emprunt moyen est de 700 Euros par mois d'étude.

### Royaume-Uni

#### Historique
Dans les années qui suivent la Seconde Guerre mondiale, les droits de scolarité des étudiants sont généralement payés par les districts. En 1962, une loi rend cela obligatoire.
La Student Loans Company (compagnie des prêts étudiants) est créée en 1990 et aide les étudiants à faire face aux coûts de la vie, en prêtant de l'argent à faible taux d'intérêt. La première année, 180 200, soit 28 % de ceux éligibles, en bénéficient, avec un prêt moyen de 390 £.
En 1997, le rapport Dearing demande l'introduction de droits de scolarité. Le gouvernement travailliste de Tony Blair introduit ainsi des frais de 1 000 £ pour l'année scolaire 1998-1999. De plus, les bourses pour les étudiants les plus pauvres sont remplacées par des prêts. En conséquence, les prêts de la SLC passent de 941 millions de livres pour l'année 1997-1998 à 1,23 milliard l'année suivante.
En 2004, les frais passent de 1000 à un maximum de 3000 livres par élève. L'année 2005-2006 voit la SLC prêter 2,79 milliards de livres à 1 080 000 étudiants. Cependant, l'Écosse décide d'offrir la gratuité à ses étudiants, et le Pays de Galles leur fait payer moins cher.
À partir de l'année scolaire 2012-2013, le gouvernement de David Cameron fait passer les frais maximum de 3 000 £ à 9 000 £ par élève, alors que plus des trois quarts des universités font payer le maximum. L'Irlande du Nord ne fait payer à ses résidents que 4000 livres, et l'Écosse leur applique la gratuité.

#### Situation actuelle
Des prêts publics sont possibles à côté des prêts privés. Pour le système public, l'ex-étudiant ne commence qu'à rembourser à partir d'un revenu de 21 000 livres annuel, jusqu'à 30 ans après sa sortie du système scolaire.
Il existe des inquiétudes concernant le niveau de la dette des étudiants au Royaume-Uni, alors que plusieurs propositions politiques sont sur la table concernant le problème. Pour le Institute for Fiscal Studies, les 3/4 des diplômés ne rembourseront jamais leurs dettes Pour Sebastian Burnside, l'augmentation de la dette étudiante est plus élevée qu'aucun autre type d'emprunt et est en train de devenir de plus en plus significative dans l'économie, dépassant les 100 milliards de livres en juin 2017.
Les études supérieures valent-elles leur coût ?. En 2016, les jeunes Britanniques sont endettés de 13 292 livres sterling (16 600 euros) en moyenne pour leurs  études. Avec approximativement 12 millions d’étudiants, un rapport estime que le décalage entre coûts des études et emploi aurait coûté aux étudiants 65 milliards de livres (81 milliards d’euros).

#### Positionnement politique
Le Parti travailliste de Jeremy Corbyn souhaite la gratuité scolaire, le Parti libéral-démocrate de Vince Cable souhaite lutter contre l'endettement étudiant par une taxe sur les diplômes perçue après les études, alors que le Parti conservateur de Theresa May souhaite changer le calcul des taux d'intérêt.

### Suisse
Selon l'Office fédéral de la statistique, 13 % des étudiants s'endettent pour leurs études. 17 millions de francs suisses de prêts ont été accordés aux étudiants en 2015.

### Documentaire
- Étudiants, l'avenir à crédit sur Arte, 15 mai 2017.